# 4547 Massachusetts
4547 Massachusetts (1990 KP) là một tiểu hành tinh vành đai chính được phát hiện ngày 16 tháng 5 năm 1990 bởi Kazuro Watanabe và Kin Endate ở Sapporo.